# Dome Zero
Dome Zero (яп. 童夢-零 До:му Зэро) — концептуальный автомобиль, выпускавшийся короткой серией компанией Dome с 1975 по 1986 год. Стал прототипом многих гоночных автомобилей 1980—1990-х годов. Dome Zero была создана в 1975 году конструктором Минору Хаяси, который задался целью производить небольшие по объёму спортивные автомобили.

## История
Первоначальный проект Zero начали разрабатывать в 1975 году, именно тогда с конвейера впервые сошёл первый экземпляр этого «неземного» автомобиля. У компании были планы на то, чтобы машина приняла участие в 24 часах Ле-Мана.
Второй прототип был показан в 1978 году на Женевском автосалоне, где стал хитом и получил много внимания от заинтересованных покупателей и инвесторов. Поняв, что машина удалась, Dome продолжила выпуск в 1978—1986 годах.